# Чербен (Мерзебург)

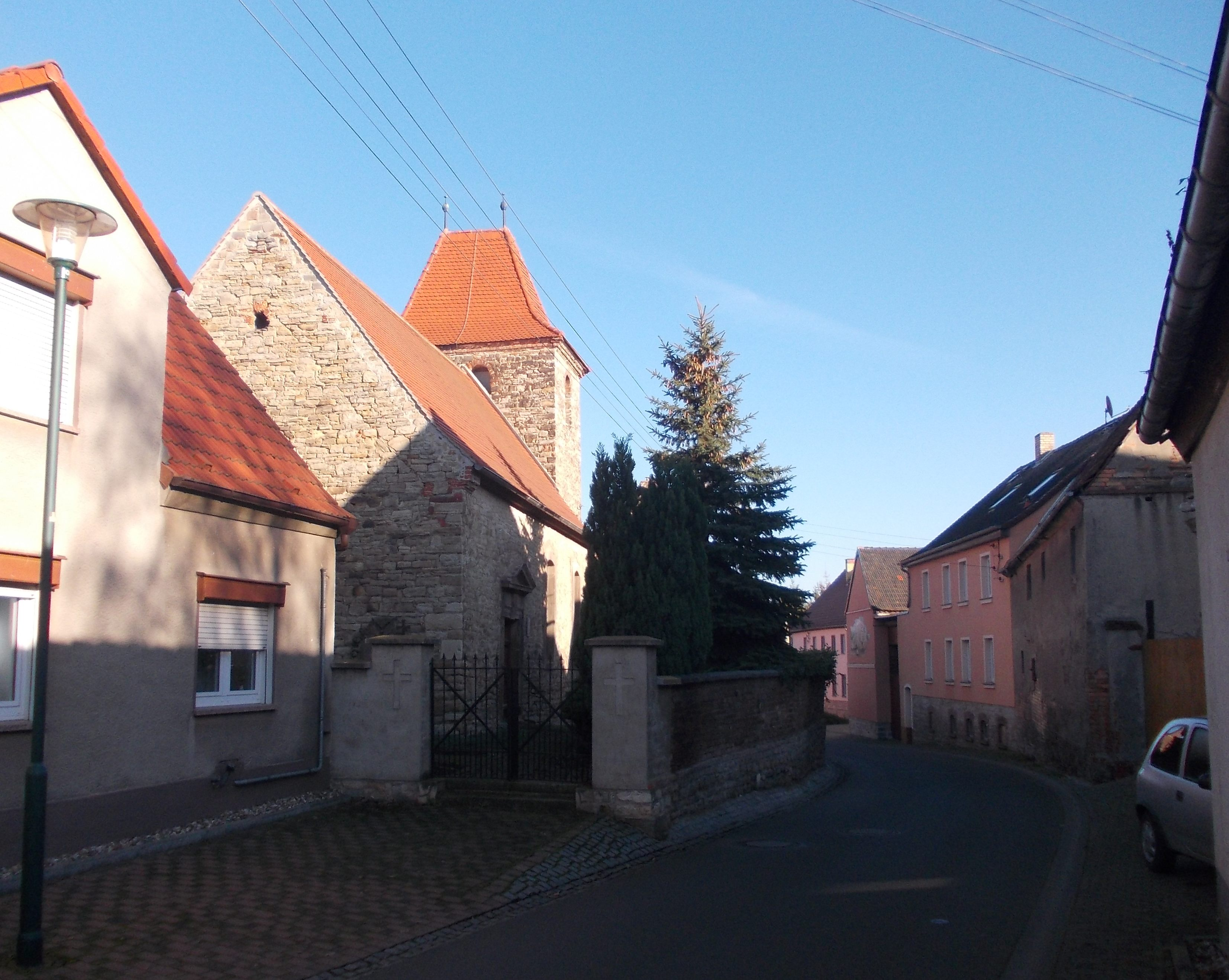
Чербенська церква

Че́рбен (нім. Zscherben, МФА: [ˈtʃɛʁbən]) — місцевість у Німеччині, Саксонія-Ангальт, місто Мерзебург, громада Гойза. Вперше згадується в документах наприкінці ІХ століття як поселення, що належить до Герсфельдського монастиря. Топонім західнослов'янського походження. Належала Саксонському курфюрству. Після 1815 року відійшла до Прусського королівства, включена до Мерзебурзького повіту Саксонської провінції (з 1816). Від 1 липня 1950 року інкорпорована до Гойзи. 1 січня 2010 року став районом міста Мерзебург. Сучасна назва — з кінця Х століття. Альтернативні назви в середньовічних джерелах — Сдревін (нім. Sdrewin), Цербін (нім. Zerbin), Шербін (нім. Scherbin). Поштовий код — 06217.